# Michaił Stiepanow (lotnik)
Michaił Iudowicz Stiepanow (ros. Михаил Иудович Степанов, ur. 21 lutego 1920 we wsi Andriejewo w obwodzie moskiewskim, zm. 13 lipca 1952) – radziecki lotnik wojskowy, pułkownik, Bohater Związku Radzieckiego (1944).

## Życiorys
Urodził się w rodzinie chłopskiej. Mieszkał w Moskwie, skończył 10 klas, w 1937 został powołany do Armii Czerwonej. W 1940 ukończył wojskową szkołę lotniczą w Engelsie, od czerwca 1941 uczestniczył w wojnie z Niemcami, od 1942 należał do WKP(b). Walczył na 2 Froncie Ukraińskim, do grudnia 1943 jako nawigator (szturman) 800 pułku lotnictwa szturmowego 292 Dywizji Lotnictwa Szturmowego 1 Korpusu Lotnictwa Szturmowego 5 Armii Powietrznej wykonał 112 lotów bojowych, niszcząc wiele sprzętu i techniki wroga. W czerwcu 1944 został zastępcą dowódcy 144 pułku lotnictwa szturmowego gwardii, 27 sierpnia 1944 w rejonie Jass strącił w walce 4 samoloty wroga, w kwietniu 1945 walczył w rejonie Poczdamu. Po wojnie kontynuował służbę w lotnictwie, w 1951 ukończył Akademię Wojskowo-Lotniczą. W 1952 w wypadku odniósł poważne obrażenia i wkrótce zmarł. Został pochowany na Cmentarzu Rogożskim w Moskwie.

## Odznaczenia
- Złota Gwiazda Bohatera Związku Radzieckiego (1 lipca 1944)
- Order Lenina
- Order Czerwonego Sztandaru (dwukrotnie)
- Order Suworowa III klasy
- Order Aleksandra Newskiego
- Order Wojny Ojczyźnianej I klasy (dwukrotnie)
- Order Czerwonej Gwiazdy

I medale.